# As the Gods will
As the Gods will (jap. 神さまの言うとおり Kami-sama no Iu toori) ist ein Manga des Autors Muneyuki Kaneshiro und des Zeichners Akeji Fujimura, dessen erster Teil 2011 und 2012 in Japan erschien. Von 2013 bis 2016 wurde eine Fortsetzung veröffentlicht und 2014 kam eine Verfilmung in die japanischen Kinos. Die Geschichte ist in die Genres Horror, Abenteuer und Drama einzuordnen und wurde unter anderem auch ins Deutsche übersetzt.

## Inhalt
An der Oberschule von Shun Takahata beginnt zunächst ein normaler Tag. Doch plötzlich explodiert dem Klassenlehrer der Kopf. Um nicht das gleiche Schicksal zu erleiden, sind die Schüler gezwungen, ein Kinderspiel mitzumachen. Sie wissen nicht, wann es enden wird, und  immer mehr der Schüler kommen um. Schon nach dem ersten Spiel ist nur Shun von seiner Klasse übrig. Er wird in die Turnhalle geschickt und trifft auf dem Weg Akimoto, eine Überlebende aus einer Parallelklasse, mit der die Spiele fortgesetzt werden müssen. Später macht er Bekanntschaft mit dem muskulösen Takeru Amaya. Dem scheint das alles sogar Spaß zu machen. Trotz seiner verstörenden Einstellung kann Shun mit ihm zusammenarbeiten, um gemeinsam zu überleben.

## Veröffentlichungen
Der Manga erschien zunächst von Februar 2011 bis Oktober 2012 im Bessatsu Shōnen Magazine beim Verlag Kodansha. Dieser brachte die Kapitel auch gesammelt in fünf Bänden heraus. Eine Fortsetzung erschien von Januar 2013 bis Dezember 2016 im Shūkan Shōnen Magazine sowie später gesammelt in 21 Bänden. Von diesen gelangten zwei in die Manga-Verkaufscharts: Band 4 mit über 66.000 Verkäufen zwei Wochen lang und Band 10 der Fortsetzung mit über 106.000 verkauften Exemplaren ebenfalls für zwei Wochen.
Auf Deutsch wurde die Serie von Februar bis Oktober 2024 von Planet Manga mit allen fünf Bänden veröffentlicht. Die Übersetzung stammt von Martin Gericke. Pika Édition bringt den Manga auf Französisch heraus, Edizioni Star Comics auf Italienisch und Tong Li Publishing auf Chinesisch. Die Fortsetzung erschien ebenfalls auf Italienisch und Chinesisch sowie bei Kodansha Comics auf Englisch.
Am 15. November 2014 kam der Film Kami-sama no Iu Toori in die japanischen Kinos. Bei der Produktion führte Takashi Miike Regie und das Drehbuch schrieb Hiroyuki Yatsu. Die Hauptrollen übernahmen Hirona Yamazaki als Ichika Akimoto und Sōta Fukushi als Shun Takahata. Der Film wurde auch in Taiwan vorgeführt und auf Englisch veröffentlicht.